# Ассоциация саботажников охоты
Ассоциация саботажников охоты (англ. Hunt Saboteurs Association, HSA) — международное движение безлидерного сопротивления, добивающееся посредством ненасильственных акций прямого действия прекращения и запрета охоты. C момента создания в 1963 году в качестве основной тактики HSA использует непосредственное вмешательство в процесс охоты, препятствующее её осуществлению.

## История возникновения
Ассоциация саботажников охоты сформировалась в конце декабря 1963 года, отколовшись от Лиги против жестокого спорта (League Against Cruel Sports, LACS), основанной в Великобритании в 1924 году с целью достижения законодательного запрета традиционной охоты на лис. Тактика LACS, заключавшаяся в лоббировании законодательных инициатив не приносила желаемого результата, и HSA, состоящая из нескольких экс-активистов Лиги, сосредоточилась на практике спасения жизни преследуемых животных с помощью не противоречащего закону активного ненасильственного прямого действия и привлечении внимания общества и власти к жестокости охоты. Новую тактику предложил 21-летний журналист из Девона (Англия) Джон Престиж.
Во время работы над репортажем об охотничьих собаках, Престиж стал свидетелем того, как охотники пригнали в деревню беременную олениху и убили её. Тогда он поклялся себе начать действовать. Первой охотой, подвергшейся саботажу HSA, стала традиционная охота на лис в день после Рождества 1963 года. Саботажники кормили участвующих в охоте собак мясом (сегодня HSA действует в рамках вегетарианства), отвлекая их и удовлетворяя необходимый им для охоты голод.
60-е годы ознаменовались новым витком в развитии защиты прав животных. Созданная в 1963 HSA символизировала собой этот новый, более радикальный подход к борьбе с жестоким обращением с животными посредством скоординированных акций прямого действия. Первоначально такой подход затрагивал лишь воспрепятствование охоте с собаками, но уже в 1964 году вышел, ставший этапным в реформировании законодательства о животных, труд Рут Гаррисон «Живые машины», и британское общество узнало о практике интенсивного животноводства.
Престиж использовал свой опыт и контакты в СМИ, благодаря чему акции саботажников получили одобрение и широкое освещение в британской прессе. Новая тактика быстро набирала популярность. Вскоре HSA из одной ячейки превратилась в национальную сеть активистов, использующих законные методы противодействия охоте (англ. hunt sabs), чьи действия продолжали широко освещаться в СМИ и поддерживались LACS.
Престиж покинул HSA в 1967, что привело к некоторому спаду до момента прихода в группу нового лидера — Дэвида Уэттона в 1969.
В начале 70-х часть активистов HSA пришла к выводу, что их акции недостаточно эффективны. В 1972 ими был создан более воинственный в своих действиях и философии Отряд милосердия (англ. Band of Mercy), в память об Отряде милосердия, существовавшем в 70-х годах XIX века — детских клубах, занимавшихся воспитанием доброго отношения к животным. Из отколовшегося от HSA Отряда милосердия позже был сформирован ФОЖ (англ. Animal Liberation Front).
В конце 60-х саботаж охоты ненасильственными методами стал популярен и в Соединенных Штатах.

## Основные данные
HSA использует любую возможность, чтобы предотвратить причинение боли и страданий преследуемым во время охоты животным. Однако придерживается при этом определённых принципов: считая недопустимым причинение вреда животным, они также полагают столь же недопустимым и причинение вреда человеку. Саботажники официально осуждают действия, которые могут причинить вред человеку, даже если это сделано с целью предотвращения убийства животного. Ненасильственный подход закреплён в Правилах Ассоциации. Во время своих акций саботажники отвлекают и отпугивают охотничьих собак и преследуемых животных с помощью запахов и звуков (включая использование сильнопахнущих растений и приманок, шума, фейерверков), «ослепляют» охотников с помощью светоотражающих предметов, устанавливают проволочные преграды, замедляя продвижение охотников. Некоторые саботажники овладели мастерством охотничьего сигнального рожка, им удаётся перехватить контроль над процессом охоты. HSA, как правило, работает в формате небольших, мобильных подразделений, поддерживая связь с помощью сотовых телефонов.
К 1985 году ассоциация насчитывала порядка 5000 членов. В 1996 году в Великобритании было создано и активно работало более 140 местных ячеек HSA.
Усилия HSA оказались достаточно успешным. Несмотря на мощную оппозицию, в период с 2002 по 2005 год, сначала в Шотландии, а затем и в Англии и Уэльсе была запрещена охота с собаками на лис, оленей, норку и зайца.
Однако, по свидетельству Саботажников, этот запрет регулярно и массово нарушается, но эти нарушения большей частью игнорируются полицией, что вынуждает HSA действовать активнее. В 2009 году усиление активности Саботажников поддержала косметическая компания Lush, выпустив в рамках кампании против незаконной охоты твёрдую пену для ванн Fabulous Mrs Fox, £50000 от продажи которой были перечислены HSA для финансирования транспортных средств и видеооборудования. При проведении этой кампании Lush подверглась волне насилия со стороны сторонников охоты — магазины Lush стали объектами вредительства и вандализма, сотрудники получали угрозы.

Британская HSA издаёт ежеквартальный журнал Howl.
Fox Cubs (Лисята) — детская ветвь HSA, выпускающая собственный бюллетень об охоте и вегетарианстве.

## Факты
Группа саботажников охоты является важной составляющей частью сюжета фильма 1963 года Список Эдриана Мессенджера.
За период с 1995 до 2000 года Ассоциация саботажников охоты в Великобритании отсудила около £500000 у полиции в качестве компенсации за неправомерные аресты и задержания, в значительной мере благодаря убедительным видеосвидетельствам.
В сороковой день рождения Ассоциации Дейв Уэттон получил подписанную фотографию от Брижит Бардо c поздравлением саботажников от имени лис (оленей и норок).